# Cornelio Velásquez
Cornelio H. Velásquez (Ciudad de Panamá, Panamá, 28 de septiembre de 1968) es un jockey panameño de carreras de caballos pura sangre. 

## Carrera
El entrenador Carlos Salazar Guardia lo introdujo a las carreras de caballos a los quince años en su Panamá natal y se matriculó en la escuela nacional de jockey. En su primer año de carrera fue el mejor jinete aprendiz de su país y volvió a ser el piloto líder en 1994 y 1995. En 1996 Cornelio Velásquez emigró a Estados Unidos para correr en Elmont, Belmont Park de Nueva York . Durante los diez años siguientes compitió en competiciones en pistas de Kentucky y Florida, ganando varios títulos de equitación. Su gran oportunidad llegó en 2003 cuando ganó su primera Breeders' Cup en Cajun Beat en la Breeders' Cup Sprint. Velásquez, dos veces ganador de carreras de la Copa Breeders, en 2005 montó a Closing Argument para terminar en segundo lugar en el Derby de Kentucky y en 2007 está programado para competir con el respetado potro, Nobiz Like Shobiz.